# Gleneagles
Gleneagles (gaelico scozzese: Gleann na h-Eaglais/Gleann Eagas) è una glen che collegata alla Glen Devon forma un passaggio per Ochil Hills nel Perth and Kinross in Scozia. L'origine del nome non ha nulla a che fare con il termine eagle (aquila), ma è una corruzione del lemma eaglais (chiesa in gaelico) nel significato di cappella e riferito ad un'antica chiesetta dedicata a San Mungo, che venne poi restaurata come memorial della famiglia Haldane proprietaria dei terreni e degli immobili su di essi costruiti. La Gleneagles House, sita all'ingresso nord di Gleneagles è una costruzione del 1750 relativa ad un precedente immobile dei primi anni del XVII secolo. Il viale di accesso al palazzo è contornato da alberi di lime piantati per commemorare la Battaglia di Camperdown. Poco rimane, invece, del Castello di Gleneagles , una casatorre del XVI secolo.
La Caledonian Railway usò il nome per il Gleneagles Hotel ed il campo da golf che venne costruito nei pressi dell'albergo. L'hotel ospitò, nel luglio del 2005, la conferenza del G8 che fece attribuire al campo da golf la nomea di "campo da golf più fortificato di Scozia" a seguito del dispiegamento di forze di polizia a difesa della sicurezza dei capi politici che vi si riunirono.
La stazione ferroviaria di Gleneagles, precedentemente conosciuta come Crieff Junction, si trova sulla linea fra Perth e Stirling.